# 彼得·加博尔
彼得·加博尔（匈牙利語：Péter Gábor；1906年5月14日—1993年1月23日），犹太人，1945年至1953年任匈牙利匈牙利国家保安局（秘密警察）首长。战后根据拉科西·马加什的指示，在国内开展一系列大清洗。1953年，因为斯大林的去世，遭到逮捕判处无期徒刑。1959年被提前释放，安置在一所图书馆工作。1993年去世。